# 塔什干車站
塔什干車站（烏茲別克語: Ўзбекистон темир йўли），是烏茲別克斯坦首都塔什干的鐵路車站，於1899年5月1日啟用；1984年12月8日，塔什干地鐵烏茲別克斯坦線啟用，與塔什干鐵路車站共構。
2011年塔什干－薩馬爾罕高速鐵路通車，連接塔什干車站與古都薩馬爾罕。